# Charles I. Dawson
Charles I. Dawson (* 13. Februar 1881 im Logan County, Kentucky; † 24. April 1969) war ein US-amerikanischer Jurist und Politiker. Nach seiner Berufung durch Präsident Calvin Coolidge fungierte er von 1925 bis 1935 als Bundesrichter am Bundesbezirksgericht für den westlichen Distrikt von Kentucky.

## Werdegang
Charles Dawson besuchte die University of Kentucky und schloss 1905 seine Ausbildung in einer Anwaltskanzlei ab, woraufhin er selbst als Jurist in Russellville zu arbeiten begann. 1906 zog er mit seiner Praxis nach Pineville um. Im selben Jahr gehörte er dem Repräsentantenhaus von Kentucky als republikanischer Abgeordneter an. Von 1910 bis 1920 fungierte er als Staatsanwalt im Bell County. Danach wurde er zum Attorney General von Kentucky gewählt. Er absolvierte eine vierjährige Amtsperiode als Generalstaatsanwalt. Während dieser Zeit war er 1923 der republikanische Kandidat seiner Partei für den Posten des Gouverneurs von Kentucky. Er verlor aber mit 46:53 Prozent der Stimmen gegen den Demokraten William J. Fields.
Am 2. Januar 1925 wurde Dawson durch Präsident Coolidge zum Richter am United States District Court for the Western District of Kentucky ernannt; er folgte auf Charles Harwood Moorman, der ans Bundesberufungsgericht für den sechsten Gerichtskreis wechselte. Nach der Bestätigung durch den US-Senat, die elf Tage später erfolgte, konnte er sein Amt unmittelbar darauf antreten. Am 30. Juni 1935 legte Dawson sein Amt nieder; seine Nachfolge trat Elwood Hamilton an. Er ging daraufhin wieder einer privaten Anwaltstätigkeit in Louisville nach. 1936 war er wie schon zuvor 1924 sowie später noch einmal 1952 Delegierter bei der Republican National Convention.
Seine Partei nominierte Dawson im Jahr 1950 ein weiteres Mal für ein hohes Amt. Er war der republikanische Kandidat für die Wahlen zum US-Senat, verlor aber gegen den Demokraten Earle C. Clements mit 45:54 Prozent der Stimmen. Danach zog er sich aus der Politik zurück.